# Callobius olympus
Callobius olympus là một loài nhện trong họ Amaurobiidae.
Loài này thuộc chi Callobius. Callobius olympus được Ralph Vary Chamberlin & Wilton Ivie miêu tả năm 1947.